# Мюлуз-3
Мюлу́з-3 (фр. Mulhouse-3) — кантон на северо-востоке Франции в регионе Гранд-Эст (бывший Эльзас — Шампань — Арденны — Лотарингия), департамент Верхний Рейн, округ Мюлуз. Впервые кантон образован 22 марта 2015 года в качестве административного центра для части города Мюлуз и коммуны Ильзак.

## История
Кантон Мюлуз-3 — новая единица административно-территориального деления Франции (департамент Верхний Рейн, округ Мюлуз), созданная декретом от 21 февраля 2014 года. Новая норма административного деления вступила в силу на первых региональных (территориальных) выборах (новый тип выборов во Франции). Таким образом, единые территориальные выборы заменяют два вида голосования, существовавших до сих пор: региональные выборы и кантональные выборы (выборы генеральных советников). Первые выборы такого типа, на которых избирают одновременно и региональных советников (членов парламентов французских регионов) и генеральных советников (членов парламентов французских департаментов) состоялись в городе Мюлуз 22 марта 2015 года. Эта дата официально считается датой создания нового кантона. Начиная с этих выборов, советники избираются по смешанной системе (мажоритарной и пропорциональной). Избиратели каждого кантона выбирают Совет департамента (новое название генерального Совета): двух советников разного пола. Этот новый механизм голосования потребовал перераспределения коммун по кантонам, количество которых в департаменте уменьшилось вдвое с округлением итоговой величины вверх до нечётного числа в соответствии с условиями минимального порога, определённого статьёй 4 закона от 17 мая 2013 года. В результате пересмотра общее количество кантонов департамента Верхний Рейн в 2015 году уменьшилось с 31-го до 17-ти.
Советники департаментов избираются сроком на 6 лет. Выборы территориальных и генеральных советников проводят по смешанной системе: 80 % мест распределяется по мажоритарной системе и 20 % — по пропорциональной системе на основе списка департаментов. В соответствии с действующей во Франции избирательной системой для победы на выборах кандидату в первом туре необходимо получить абсолютное большинство голосов (то есть больше половины голосов из числа не менее 25 % зарегистрированных избирателей). В случае, когда по результатам первого тура ни один кандидат не набирает абсолютного большинства голосов, проводится второй тур голосования. К участию во втором туре допускаются только те кандидаты, которые в первом туре получили поддержку не менее 12,5 % от зарегистрированных и проголосовавших «за» избирателей. При этом, для победы во втором туре выборов достаточно простого большинства (побеждает кандидат, набравший наибольшее число голосов).

## Состав кантона
Новый кантон в составе округа Мюлуз сформирован 22 марта 2015 года в связи с ликвидацией кантонов Мюлуз-Нор, Мюлуз-Сюд, Мюлуз-Уэст и Мюлуз-Эст. По данным INSEE, кантон Мюлуз-3 включает в себя часть коммуны Мюлуз и Ильзак — коммуну одноимённого упразднённого кантона, площадь кантона — ? км², численность населения — 42 539 человек (2012), плотность населения — ? чел/км².
| Коммуна | Французское название | Площадь, км²                | Население, чел. (2012)          |
| ------- | -------------------- | --------------------------- | ------------------------------- |
| Мюлуз   | Mulhouse             | Кантон: — ? (всего — 22,18) | Кантон: 42 539 (всего: 110 755) |
| Ильзак  | Illzach              | 7,5                         | ?                               |